# Les prisons de l’Europe
Les prisons de l’Europe (Die Gefängnisse Europas) ist ein 1845 in Paris bei der Administration de Librairie erschienenes achtbändiges Werk über europäische Gefängnisse, mit dem Schwerpunkt auf (französischen) Staatsgefängnissen mit politischen und religiösen Gefangenen. 

## Einführung
Die Verfasser des Werkes waren Jules-Édouard Alboize de Pujol (1805–1854) und Auguste Maquet (1813–1888), die Autoren des Werkes Histoire de la Bastille (Geschichte der Bastille). Der Schwerpunkt des reich illustrierten Werkes liegt auf den vielen französischen Gefängnissen, wie bereits an dem allen Bänden vorangestellten vollständigen Titel zu erkennen ist (wobei nur wenige davon außerhalb Frankreichs liegen), der fortgesetzt wird mit den Worten:

„[...] Bicêtre, La Conciergerie, La Force, La Salpêtrière, Le For-l'Évêque, Saint-Lazare, Le Chatelet, La Tournelle, L'Abbaye, Sainte-Pélagie, Pierre en Cize, Poissy, Ham, Fenestrelles, Le Chateau d'If, Chateau Trompette, Le Mont Saint-Michel, Clairvaux, Les Iles Sainte-Marguerite, La Tour de Londres, Pignerolles, Le Spielberg, Les Plombs de Venise, Les Mines de Sibérie, Les sept tours, Les cachots de l'inquisition. Histoire des prisonniers d’état, des victimes du fanatisme politique et religieux, intérieur des bagnes, travaux et punitions des forçats, détails inédits sur toutes les prisons élevées par le despotisme. 
// 
[... (Auslassung)] Sainte-Marguerite-Inseln, Tower of London, Pignerolles, Špilberk, Bleikammern von Venedig, Bergwerke Sibiriens, die Sieben Türme, die Kerker der Inquisition. Geschichte der Staatsgefangenen, der Opfer des politischen und religiösen Fanatismus, Inneneinrichtung der Zuchthäuser, Arbeiten und Strafen der Sträflinge, unveröffentlichte Einzelheiten über alle vom Despotismus errichteten Gefängnisse.“